# Nachal Bror
Nachal Bror (hebrejsky: נחל ברור) je vádí v jižním Izraeli.
Začíná v nadmořské výšce cca 150 metrů západně od vesnice Ejtan na pomezí pahorkatiny Šefela a Negevské pouště. Směřuje pak k západu mírně zvlněnou krajinou, která díky intenzivnímu obhospodařování a zavlažování ztratila pouštní charakter a je prostoupena sítí zemědělských sídel jako Sde David, Tlamim, Chelec a Bror Chajil. Poblíž vesnice Or ha-Ner pak zprava ústí do vádí Nachal Šikma, které pak jeho vodu odvádí do Středozemního moře.